# Röckenhofen
Röckenhofen ist ein Gemeindeteil der Stadt Greding und eine Gemarkung im Landkreis Roth (Regierungsbezirk Mittelfranken, Bayern). Die Gemarkung Röckenhofen hat eine Fläche von 6,625 km² und ist in 525 Flurstücke aufgeteilt, die eine durchschnittliche Flurstücksfläche von 12618,33 m² haben.

## Lage
Das Pfarrdorf liegt auf der Hochfläche der südlichen Frankenalb im Naturpark Altmühltal auf 537 m ü. NHN nördlich des Gemeindesitzes, der Stadt Greding. Vom westlichen Ortsrand aus neigt sich in südwestlicher Richtung das Brunnenberg-Tal dem Tal der Schwarzach zu. Röckenhofen liegt an der Kreisstraße RH 28. Gemeindeverbindungsstraßen führen von Österberg und Herrnsberg her.

## Ortsname
Karl Kugler deutet den Ortsnamen als „zu den Höfen des Recko“ (Kosename von Reginbold, der ausgezeichnete Kühne). Bis 1875 war der Ortsname Rückenhofen.

## Geschichte
„Reggenhofen“ wurde erstmals 1285 urkundlich erwähnt, als Konrad Kropf von Kipfenberg einen Hof dem Kloster Seligenporten übereignete. 1359 waren die Herren von Wolfstein zu Sulzbürg in Röckenhofen begütert. 1398 verkaufte Sweiker (Schweiger) von Gundelfing[en] den von Hippolyt von Stein stammenden großen und kleinen Zehent von „Reckenhofen“ an den Eichstätter Bischof Friedrich IV. Graf von Oettingen. 1418 verkauften die Herren von Absberg zwei Höfe in Röckenhofen an einen Nürnberger Bürger. 1419 wurde Leonhard der Absberger zu Rumburg mit den Tafern- (Schankrecht) und Kirchtagsrechten (Marktrecht) in Röckenhofen und Herrnsberg sowie mit der Schmiedstatt von Herrnsberg belehnt; die Lehen besaßen noch 1555 die Erben des Erasmus Absberger. 1447 sind Herrnsberg und Röckenhofen im Salbbuch des hochstiftischen Richteramtes Greding und im Zinsbuch des bischöflichen Oberamtes Hirschberg verzeichnet. Das Salbuch der Herrschaft Jettenhofen von 1491 verzeichnet Lehen bzw. Zinspflichtige unter anderem ebenfalls in Herrnsberg und Röckenhofen. Der 1507 gestorbene Eichstätter Hofmeister Hieronymus von Rosenberg, der auf Schloss Jettenhofen saß, vermachte dem Hochstift „etliche Zinse“ in Greding, Herrnsberg und Röckenhofen, war also dort begütert. 1520 erwarb der Eichstätter Bischof Gabriel von Eyb Güter und Leute des Hans Roßthaler zu Staufersbuch in Röckenhofen und Herrnsberg mit Vogtei und Gericht. 1551 tauschte der Markgraf von Ansbach seinen Zehent von Röckenhofen mit dem von Weinberg des Hochstifts Eichstätt. Als 1564 das Anwesen des Gotteshauspflegers von Röckenhofen abbrannte, wurden auch alle Register der Kirche vernichtet. 1706 ist von dem Frühmeßhaus als „öd gestanden“ die Rede. Für 1685 und 1728 ist eine vom Mesner geführte Winter-Winkelschule erwähnt. 1735 erbaute der Ort in Erfüllung eines Gelübdes wegen ansteckender Krankheiten „außer dem Dorfe eine Figur ... unverschlossen, ohne Altar und Opferstock mit einem Bilde.“
Am Ende des Alten Reiches bestand Röckenhofen aus 45 Untertanen-Anwesen und der Kirche als Filiale von Greding. Die meisten Anwesen, 34, gehörten grundherrschaftlich dem hochstiftischen Richteramt Greding, sieben Anwesen dem hochstiftischen Kastenamt Jettenhofen, ein Anwesen dem Propstamt Berching, ein Anwesen dem Domkapitel Eichstätt und zwei Anwesen, die Breitensteinischen Lehen, der Reichsstadt Nürnberg. Die Hochgerichtsbarkeit und die Dorf- und Gemeindeherrschaft waren Rechte des Richteramtes Greding.
Nachdem im Zuge der Säkularisation in Bayern das Hochstift Eichstätt aufgelöst worden war, kam die Gemeinde Röckenhofen, die nur aus dem Ort selber bestand, mit dem ehemaligen Hochstift 1802 an Großherzog Erzherzog Ferdinand III. von Toskana und 1805/06 an das neue Königreich Bayern und dort zum Landgericht Beilngries. Dort wurde 1809 mit Herrnsberg der Steuerdistrikt Röckenhofen gebildet, der 1811 zur Ruralgemeinde Röckenhofen wurde. Mit dem Gemeindeedikt von 1818 wurde Herrnsberg aus der Gemeinde Röckenhofen herausgelöst. Die in der ursprünglichen Gestalt wiederhergestellte Gemeinde Röckenhofen war weiterhin dem Landgericht Beilngries zugeordnet, bis es zum 1. Oktober 1857 an das näher liegende Landgericht Greding angeschlossen wurde.
1846 wurde vermeldet, dass Röckenhofen aus 49 Häusern bestand, die von 58 Familien bewohnt wurden. Im Dorf waren außer den Bauern „1 Wirth, 1 Krämer, 1 Metzger, 2 Schneider, 1 Schuster“ tätig. 1875 hatte das Dorf bei 238 Bewohnern einen Viehbestand von 26 Pferden, 233 Stück Rindvieh, 342 Schafen, 89 Schweinen und neun Ziegen. Die Kinder gingen damals in die katholische Schule am Ort.
Nach dem Zweiten Weltkrieg stieg die Einwohnerzahl durch Flüchtlinge und Vertriebene vorübergehend auf über 300 an. Im Zuge der Gebietsreform in Bayern schloss sich Röckenhofen am 1. Januar 1972 der Stadt Greding an.

### Wasserversorgung

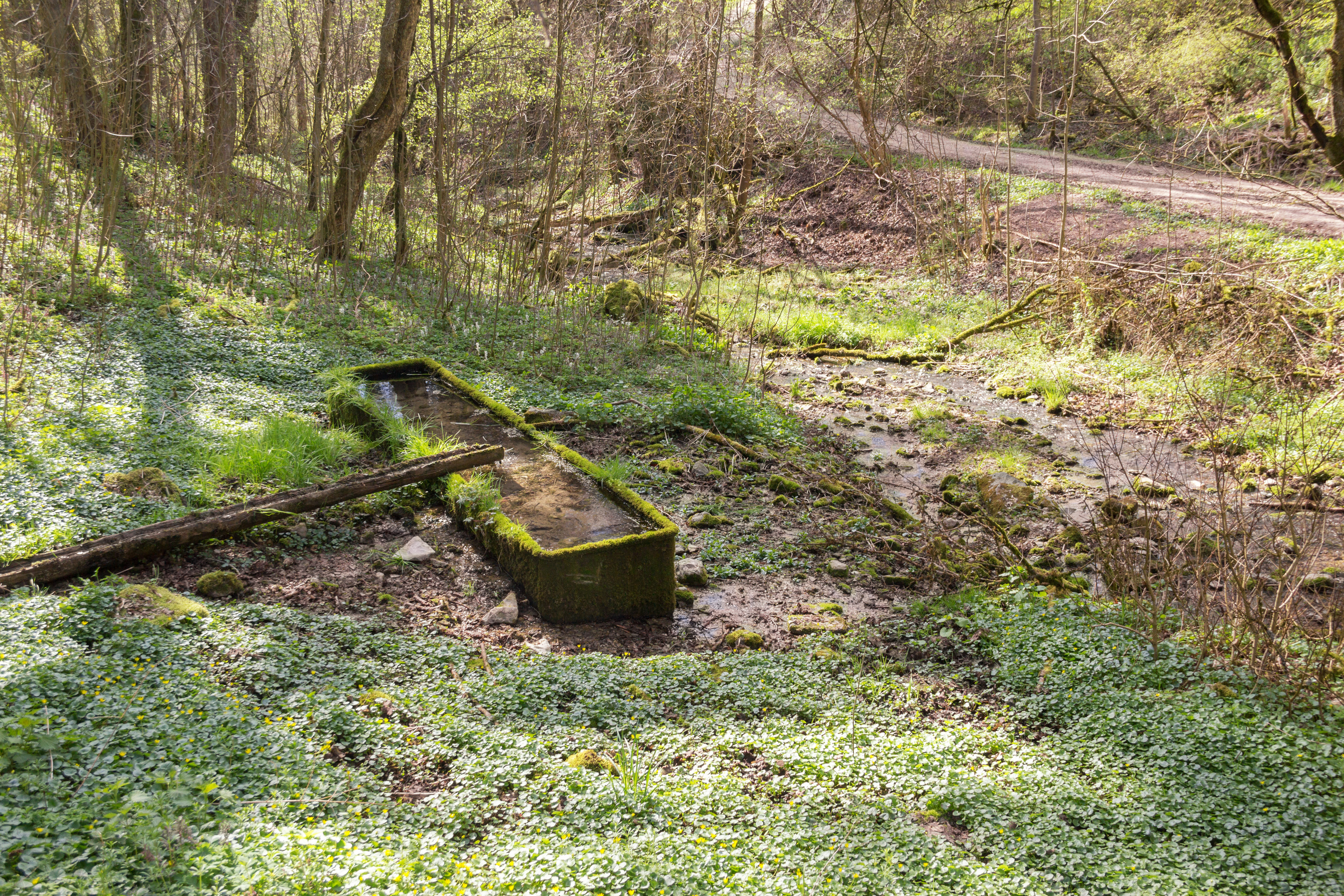
Zankelquelle

Die Wasserversorgung im Jura und insbesondere auf der Albhochfläche war jahrhundertelang problematisch. In Röckenhofen wurde bis 1912 das Wasser für das Vieh teils aus Mischbrunnen (Grund- und Regenwassergemisch), teils aus Zisternen, in denen das Regenwasser von den Dächern gesammelt wurde, gewonnen. Ergänzend gab es bis 1966 eine Dorfhüll, die vom Oberflächenwasser gespeist wurde, die aber trotz einer Tiefe von 2,5 Metern hin und wieder, so im Sommer 1947, austrocknete. Wasser für das Vieh gab es auch an der doppelarmigen Kuhbachquelle im vorderen Kuhbachtal, während das Trinkwasser für die Dorfbewohner aus der Zankelquelle im hinteren Bereich des Kuhbachtals gewonnen wurde.
Um zu einer einigermaßen sicheren und hygienisch besseren Wasserversorgung zu gelangen, wurde 1911/12 in Viehhausen als dem höchstgelegenen Ort der fünf Dörfer Viehhausen (568 m ü. NHN), Kleinnottersdorf (545 m ü. NHN), Röckenhofen (537 m ü. NHN), Österberg (564 m ü. NHN) und Stierbaum (565 m ü. NHN) ein Wasserturm errichtet. Die Unterbringung und die Versorgung der rund 200 Arbeiter, die ständig mit dem Bau beschäftigt waren, teilten sich die fünf Dörfer. Der Hochbehälter des Turmes nahm 40 Kubikmeter Wasser auf, das aus den drei gefassten Quellen von Kleinnottersdorf dorthin gepumpt wurde. So standen für die fünf beteiligten Ortschaften der Kleinnottersdorfer Gruppe insgesamt fünf Kubikmeter Wasser pro Stunde zur Verfügung, kaum ausreichend im Hochsommer bei spürbarem Rückgang der Quellenleistung und gleichzeitigem Anstieg des Wasserbedarfs.
1980 schloss sich Röckenhofen der Wasserversorgungsgruppe Jura-Schwarzach-Thalach-Gruppe an.
Das an Röckenhofen direkt angrenzende Kuhbachtal ist als Naturschutzgebiet ausgewiesen.

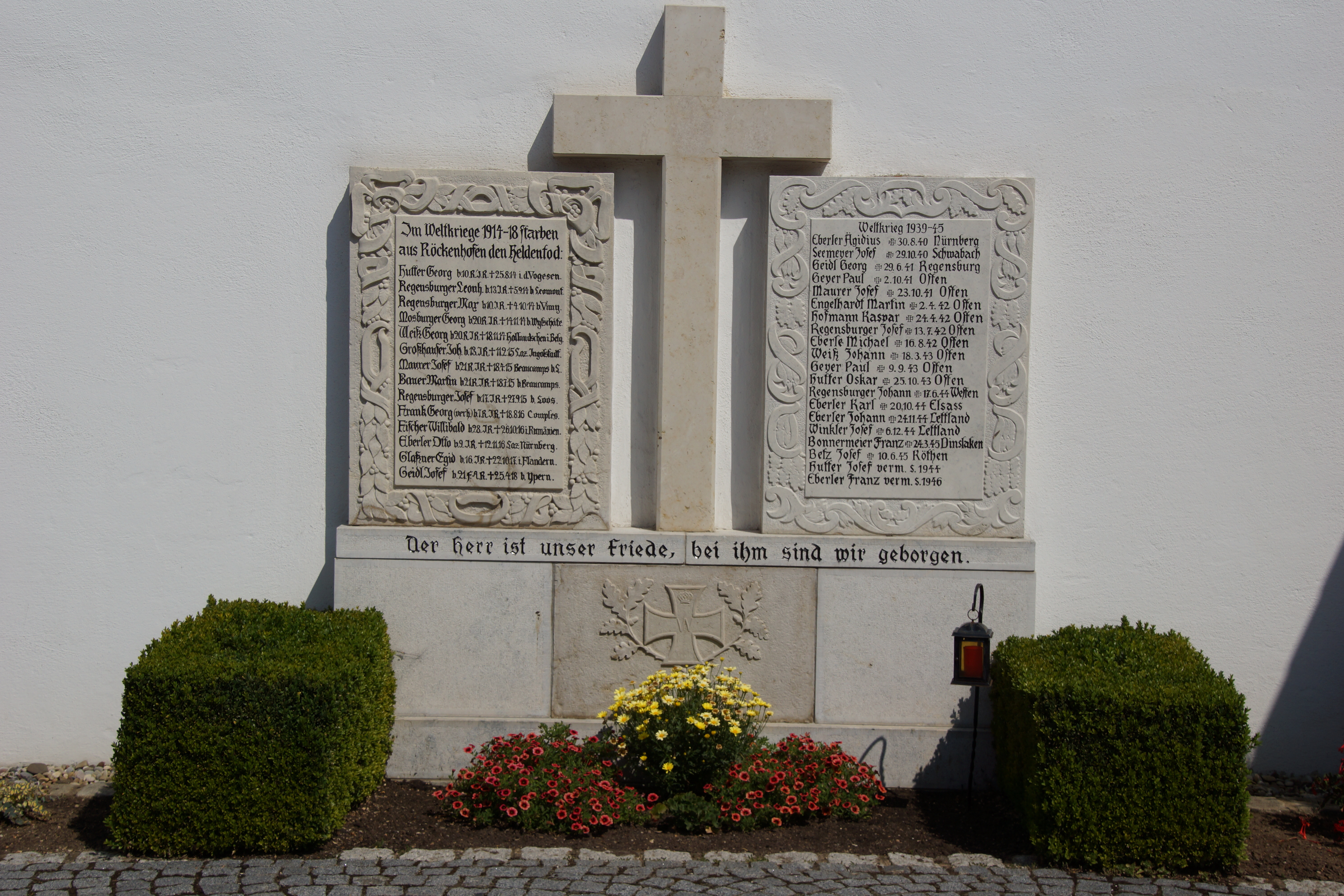
Denkmal für die in den beiden Weltkriegen Gefallenen

### Einwohnerentwicklung
- 1638: 7 Untertanen[24]
- 1830: 184 (47 Anwesen)[19]
- 1840: 241 (49 Häuser, 58 Familien)[25]
- 1871: 238 (darunter 1 Protestant) (157 Gebäude, 59 Wohngebäude)[26]
- 1938: 284[27]
- 1950: 314 (51 Anwesen)[28]
- 1987: 260 (57 Wohngebäude, 59 Wohnungen)[29]

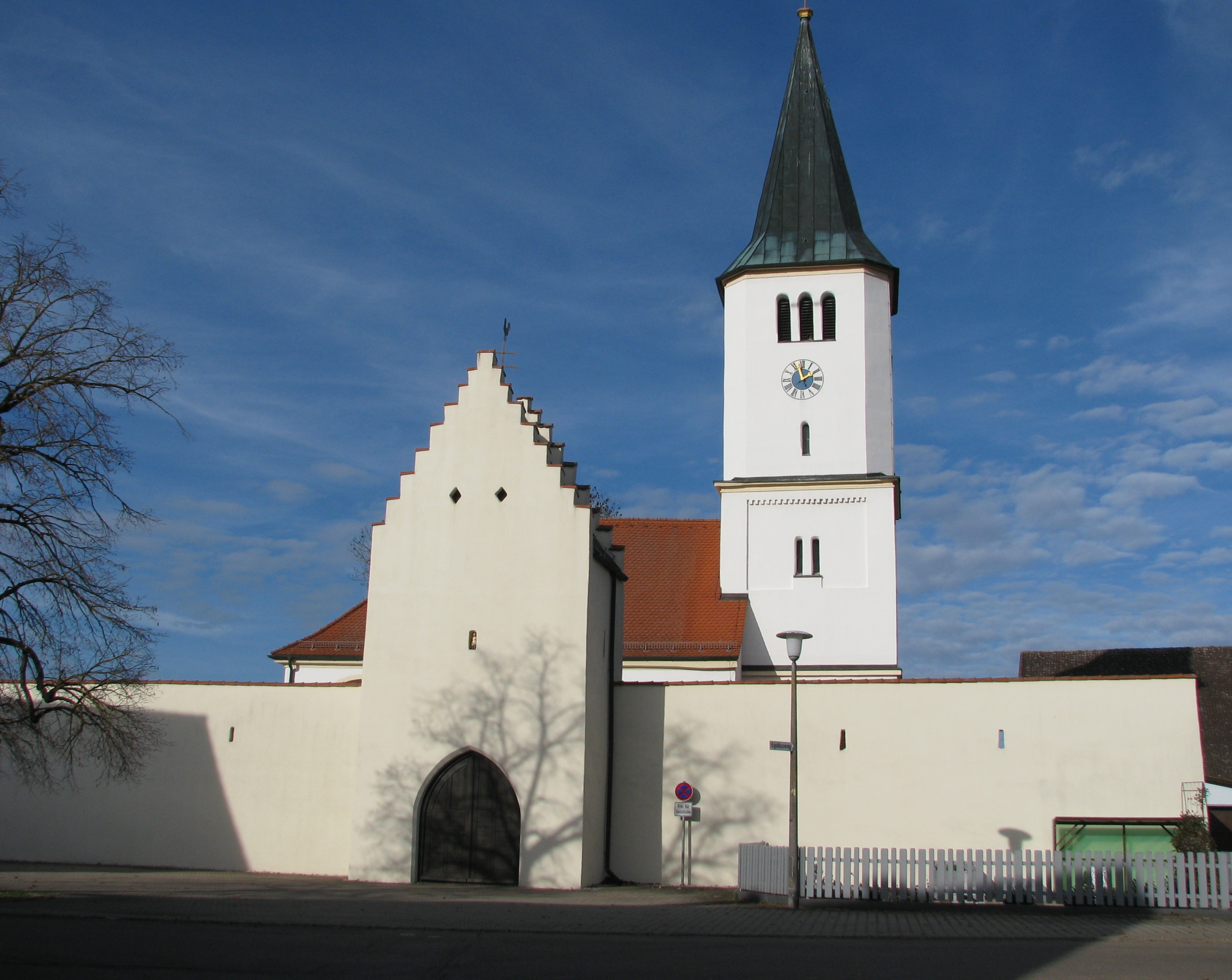
Wehrkirchenanlage St. Ägidius

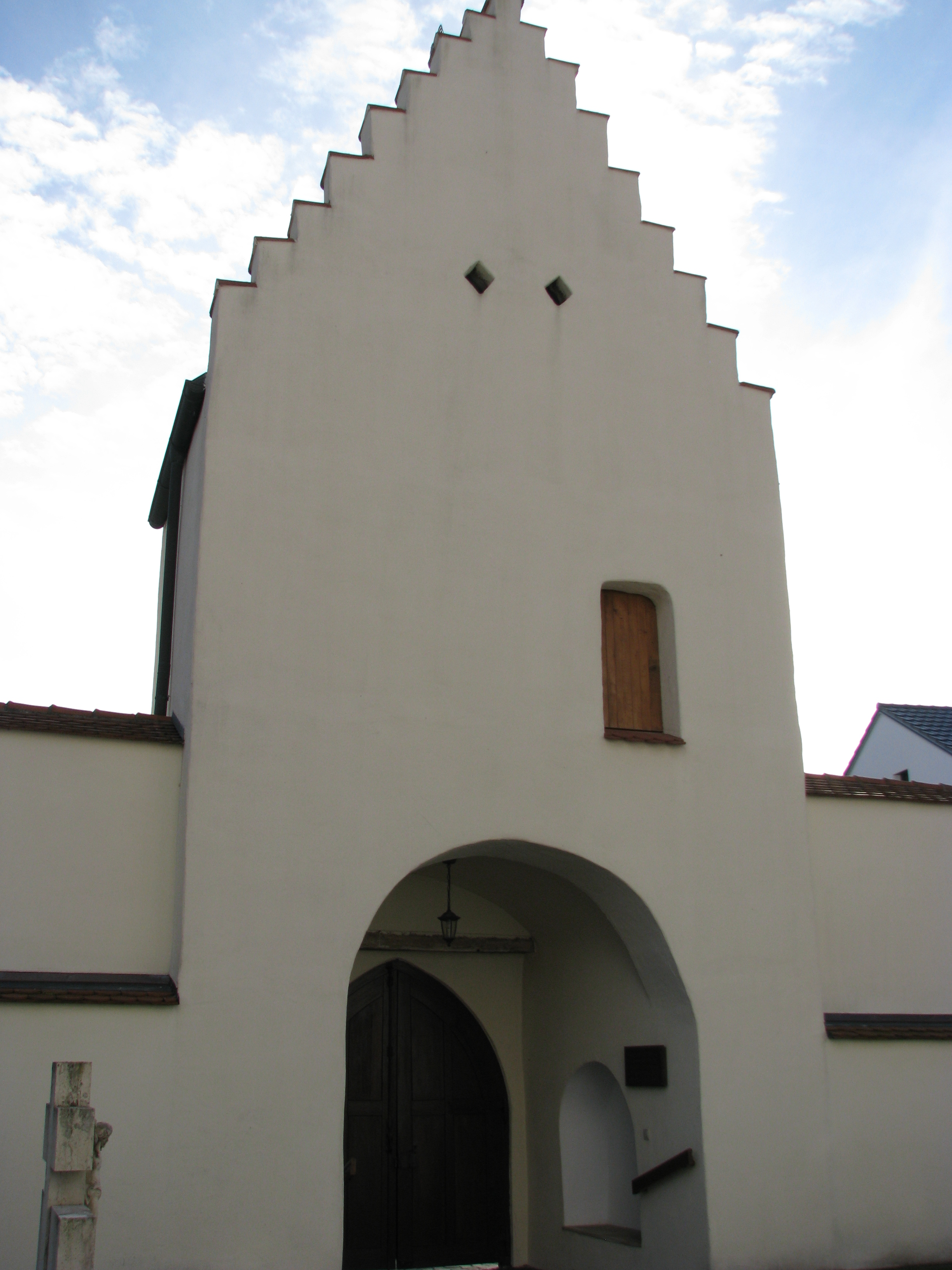
Der Torturm, vom Friedhof her gesehen

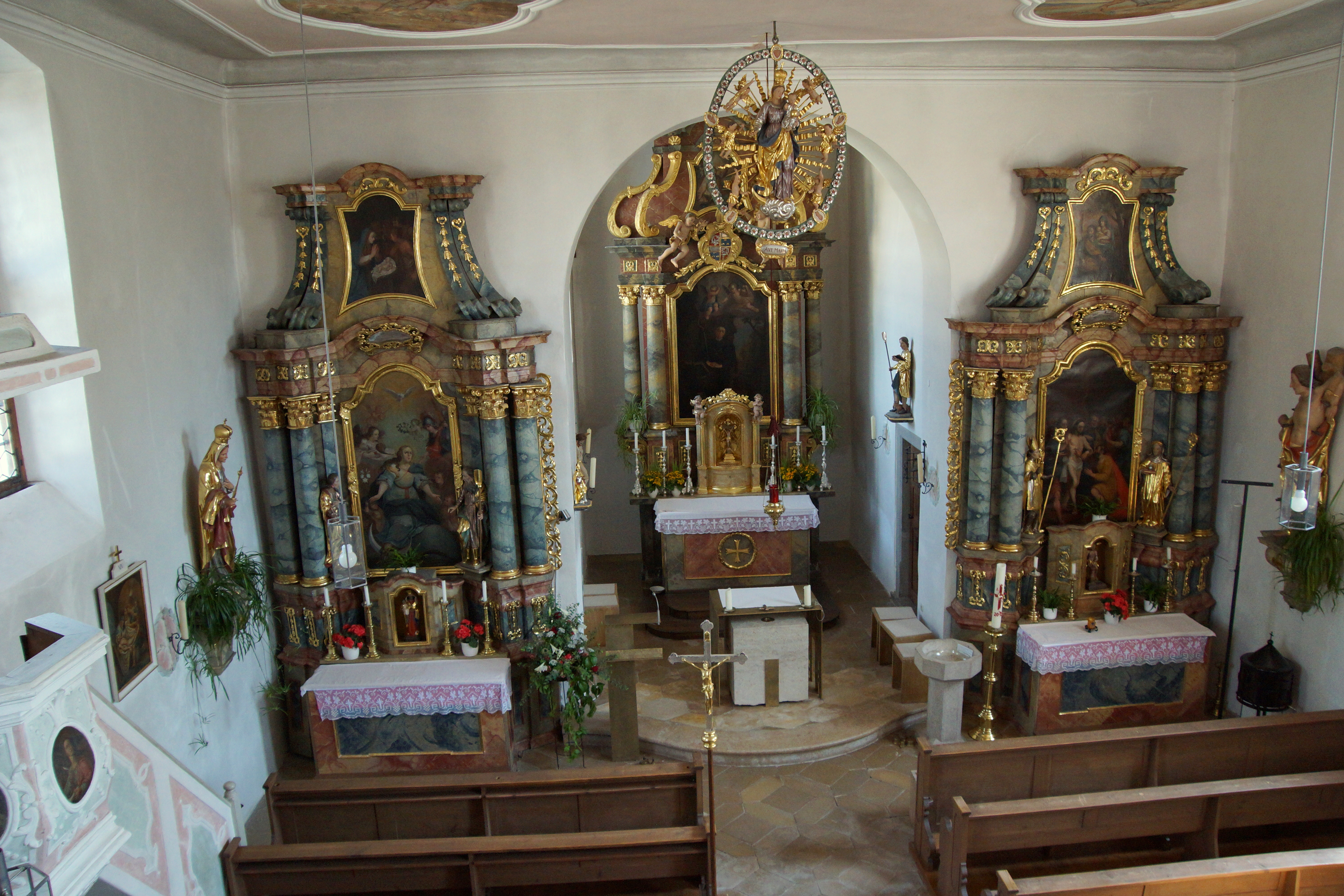
Blick in die Kirche zu den Barockaltären hin

## Katholische Pfarrkirche St. Ägidius
Röckenhofen, Filiale von Greding, wurde 1922/23 mit Herrnsberg als Pfarrei Röckenhofen aus Greding ausgepfarrt; 1921 war ein Pfarrhaus erbaut worden. Es handelt sich bei der Kirche um eine Wehrkirchenanlage. 1422 wurde bei der Stiftung der Mittelmesse an der Sebastianskapelle (über dem Karner) von Greding der dortige Geistliche verpflichtet, einmal wöchentlich und an Sonn- und Feiertagen in Röckenhofen zu zelebrieren. 1746 wurde das 1692/93 von Jakob Engel aus Eichstätt erbaute Gotteshaus nach Plänen des Hofbildhauers Matthias Seybold auf 13 × 9 Meter erweitert. Die Stuckdecke und die Stuckkanzel fertigte Franz Horneis 1747, die Decken- und Emporenbrüstungsgemälde Hugo Ernst Murmann. Am 13. Mai 1770 fand die Konsekration statt. 1860 erhielt der Turm über den gotischen Untergeschossen einen neuen, an den Ecken abgeschrägten Aufsatz mit Pyramidendach. 1907 wurde die Kirche durch den Kunstmaler Pfleiderer (München) und den Fassmaler Martin Bengl (Obermässing) restauriert. 1937/38 stand in der Kirche eine „alte“ Orgel des Eichstätter Orgelbauers Bittner; im Turm hingen zwei Glocken von 1786 und 1873. Altar, Ambo und Sedilien wurden 2005 vom Bildhauer Konrad Risch aus Kaldorf gestaltet.
1980/81 wurde die ringsum noch vorhandene, aber nur im Süden sich noch in voller Höhe zeigende mittelalterliche Kirchhofbefestigung mit dem Torturm, der ebenfalls ein Satteldach zwischen Treppengiebeln aufweist, renoviert. Es gibt einen katholischen Kindergarten.
Für 1855 ist eine Kapelle bei Röckenhofen erwähnt (vermutlich die 1735 erbaute), als ein auf Holz gemaltes Erlöserbild in ihr angebracht wurde. Sie steht am Nordrand des Ortes. 1902 baute die Gemeinde eine Feldkapelle an der Straße nach Greding. Damit besaß Röckenhofen um 1937/38 zwei Flurprozessionskapellen. Die Pfarrkirche und die beiden Kapellen gelten als Baudenkmäler.

## Wanderweg
Der Gredinger „Quellenwanderweg“ berührt Röckenhofen. Die sechs Kilometer lange Loipe Röckenhofen wird vom Skiclub Greding gespurt.

## Vereine
- Freiwillige Feuerwehr Röckenhofen
- Katholische Landjugendbewegung
- Kriegerverein
- Krawattenclub Röckenhofen

## Persönlichkeiten
- Xaveria Sandner OSB, Musiklehrerin an der Klosterschule St. Walburg in Eichstätt, * 8. Februar 1823 in Röckenhofen[37]
- Anton Nagel, Arzt, * 13. Juni 1828 in Röckenhofen[38]
- Paul Geyer, Missionar † 1899